# Bia Blanc
Bia Blanc ist eine Weißweinsorte. Obwohl kaum noch angebaut, gehört sie noch zu den zugelassenen Sorten im Weinbaugebiet Savoie. Die feinduftigen Weißweine erinnern leicht an einen Wein der Sorte Sauvignon Blanc. Obwohl vorrangig im Tal der Isère angebaut, erwähnte Jean-Louis Alléon-Dulac die Rebsorte im Jahr 1786 als Teil des gemischten Satzes im Anbaugebiet Côte-Rôtie an der Rhône.
Siehe auch den Artikel Weinbau in Frankreich sowie die Liste von Rebsorten.

## Ampelographische Sortenmerkmale
In der Ampelographie wird der Habitus folgendermaßen beschrieben:
- Die Triebspitze ist offen. Sie ist dicht weißwollig behaart, mit leicht rötlichfarbenem Anflug. Die grüngelblichen Jungblätter sind leicht wollig behaart und bronzefarben gefleckt.
- Die mittelgroßen Blätter sind fünflappig und tief gebuchtet (siehe auch den Artikel Blattform). Die Stielbucht ist lyrenförmig offen. Das Blatt ist spitz gesägt. Die Zähne sind dabei Vergleich zu anderen Rebsorten sehr eng gesetzt. Die Blattoberfläche (auch Spreite genannt) ist im Bereich der Stielbucht blasig derb.
- Die schlanke, walzenförmige Traube ist mittelgroß und dichtbeerig. Die leicht elliptischen Beeren sind mittelgroß und von nahezu weißer Farbe. Die Beeren sind sehr saftig.

Die Rebsorte reift ca. 15 – 20 Tage nach dem Gutedel und gilt somit als noch früh reifend. Sie treibt recht spät aus und entgeht somit den Spätfrösten. Sie ist anfällig gegen den Falschen Mehltau und die Grauschimmelfäule. Nach dem Auftreten des Mehltaus gegen Ende des 19. Jahrhunderts ging ihre Bedeutung daher stark zurück. Die stark wüchsige Sorte ist außerdem schwach im Ertrag.
Bia Blanc ist eine Varietät der Edlen Weinrebe (Vitis vinifera). Sie besitzt zwittrige Blüten und ist somit selbstfruchtend. Beim Weinbau wird der ökonomische Nachteil vermieden, keinen Ertrag liefernde, männliche Pflanzen anbauen zu müssen.

## Synonyme
Bia Blanc ist auch unter den Namen Béar, Béard und Biard bekannt.